# Khalil Ibrahim
Khalil Ibrahim Ali Abdulla Al-Hammadi (in arabo خليل إبراهيم علي عبد الله الحمادي‎?; Abu Dhabi, 4 maggio 1993) è un calciatore emiratino, centrocampista del Al Dhafra.

## Carriera

### Club
Ha giocato nel Al-Wahda nel UAE Arabian Gulf League.

### Nazionale
Ha esordito nella nazionale di calcio degli Emirati Arabi Uniti nel 2019, segnando il primo gol ufficiale contro l'Indonesia nelle qualificazioni al campionato mondiale del Qatar 2022.

## Statistiche

### Cronologia presenze e reti in nazionale
| Cronologia completa delle presenze e delle reti in nazionale ― Emirati Arabi Uniti | Cronologia completa delle presenze e delle reti in nazionale ― Emirati Arabi Uniti | Cronologia completa delle presenze e delle reti in nazionale ― Emirati Arabi Uniti | Cronologia completa delle presenze e delle reti in nazionale ― Emirati Arabi Uniti | Cronologia completa delle presenze e delle reti in nazionale ― Emirati Arabi Uniti | Cronologia completa delle presenze e delle reti in nazionale ― Emirati Arabi Uniti | Cronologia completa delle presenze e delle reti in nazionale ― Emirati Arabi Uniti | Cronologia completa delle presenze e delle reti in nazionale ― Emirati Arabi Uniti |
| Data                                                                               | Città                                                                              | In casa                                                                            | Risultato                                                                          | Ospiti                                                                             | Competizione                                                                       | Reti                                                                               | Note                                                                               |
| ---------------------------------------------------------------------------------- | ---------------------------------------------------------------------------------- | ---------------------------------------------------------------------------------- | ---------------------------------------------------------------------------------- | ---------------------------------------------------------------------------------- | ---------------------------------------------------------------------------------- | ---------------------------------------------------------------------------------- | ---------------------------------------------------------------------------------- |
| 30-08-2019                                                                         | Riffa                                                                              | Emirati Arabi Uniti                                                                | 4 – 0                                                                              | Rep. Dominicana                                                                    | Amichevole                                                                         | 2                                                                                  |                                                                                    |
| 10-09-2019                                                                         | Kuala Lumpur                                                                       | Malaysia                                                                           | 1 – 2                                                                              | Emirati Arabi Uniti                                                                | Qual. Mondiali 2022                                                                | -                                                                                  | 73’                                                                                |
| 10-10-2019                                                                         | Dubai                                                                              | Emirati Arabi Uniti                                                                | 5 – 0                                                                              | Indonesia                                                                          | Qual. Mondiali 2022                                                                | 1                                                                                  |                                                                                    |
| 15-10-2019                                                                         | Distretto di Mueang Pathum Thani                                                   | Thailandia                                                                         | 2 – 1                                                                              | Emirati Arabi Uniti                                                                | Qual. Mondiali 2022                                                                | -                                                                                  |                                                                                    |
| 26-11-2019                                                                         | Doha                                                                               | Emirati Arabi Uniti                                                                | 3 – 0                                                                              | Yemen                                                                              | Coppa delle Nazioni del Golfo 2019                                                 | -                                                                                  | 77’                                                                                |
| 12-10-2020                                                                         | Dubai                                                                              | Emirati Arabi Uniti                                                                | 1 – 2                                                                              | Uzbekistan                                                                         | Amichevole                                                                         | -                                                                                  | 24’                                                                                |
| Totale                                                                             |                                                                                    | Presenze                                                                           | 6                                                                                  |                                                                                    | Reti                                                                               | 3                                                                                  |                                                                                    |